# Bhishma

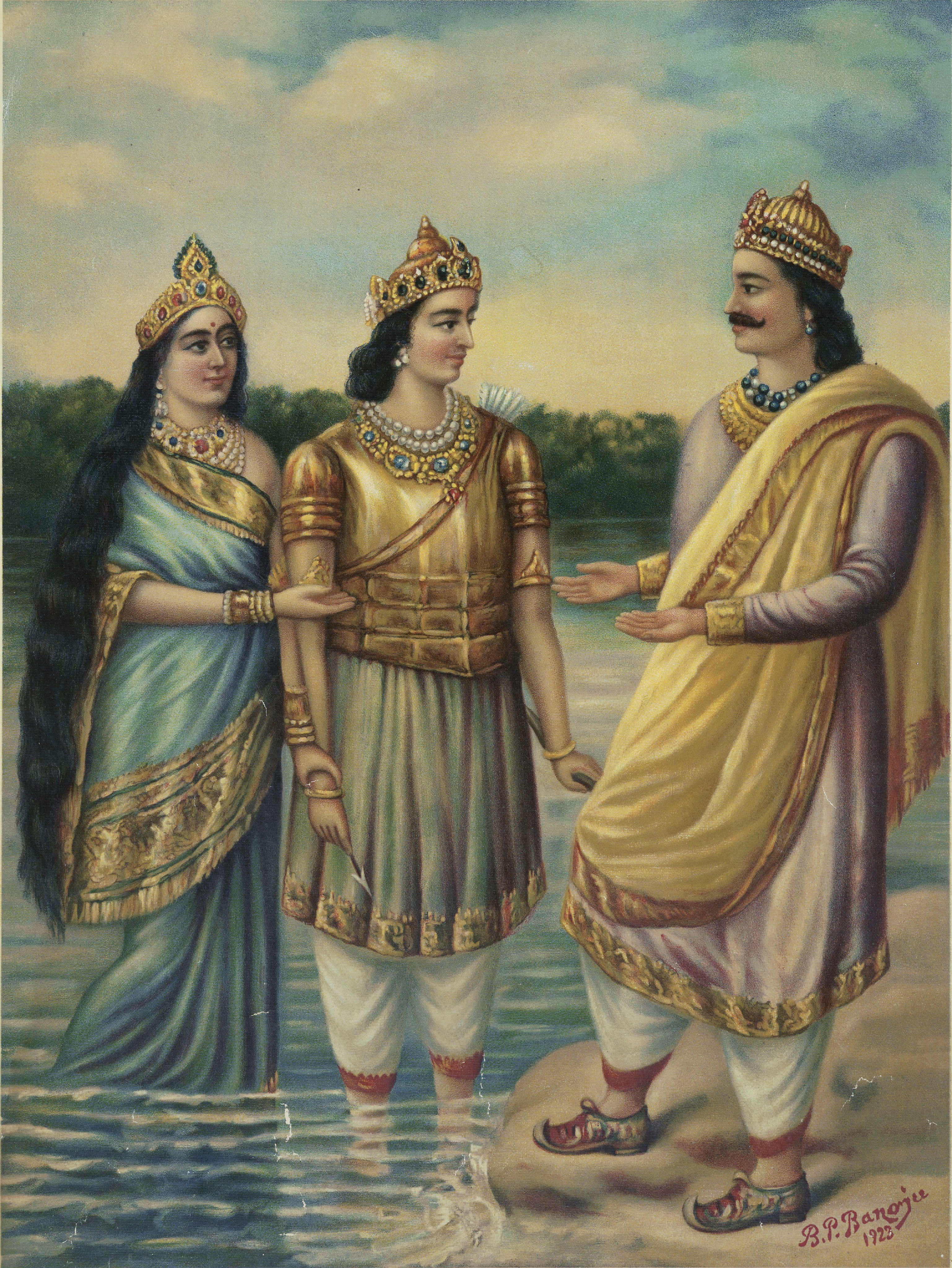
Peinture montrant Gangâ présentant son fils Devavrata - le futur Bhishma - à son père Santanu.

Bhîshma (en sanskrit : भीष्म, « le Terrible »), fils de Shantanu et Gangâ, est l'ancêtre dans le Mahabharata. Il est aussi connu sous le nom de Devavrata, ou encore de Gangaputra (« fils de Gangâ »).

## Mythologie
Dans le Mahabharata, Devavrata, huitième fils du roi kuru Shântanu, est connu pour son terrible vœu de célibat. C'est un archer, et un guerrier sans rival à son époque.
Dans son autre vie, Bhishma est un dieu, un des huit Vasu. Leur identité est décrite dans le premier livre du Mahabharata, Adi Parva. Ils sont les dieux qui personnifient les éléments tels le vent, la lune, la terre, le feu, l’étoile polaire, le crépuscule, l’aurore et l'espace.
Ces huit puissants dieux avaient été maudits par le sage Vasishta à prendre naissance sur Terre dans des corps humains. Misérables à l’idée de subir ce sort ne serait-ce qu'une minute, ils cherchèrent la parade. Ayant rencontré la déesse Ganga, celle-ci conçut un plan avec eux pour les libérer dès leur naissance. Devenant donc leur mère par l’intermédiaire du roi Shantanu, dont elle fut l’épouse, elle les noya dans le Gange aussitôt arrivés au monde. Seul Pratyusha, le dieu du « firmament », survécut. Le père, Maharaja Shantanu, ne tolérant plus l’infanticide, malgré le pacte entre lui et sa femme Ganga de ne jamais se mêler de cette affaire d'apparence sordide, intercéda en faveur de l’enfant nouveau-né. Aussi mieux connu sous le nom de Dyaus, qui signifie ciel, ce Vasu deviendra le fameux Bhishma.

## Interprétations
Georges Dumézil a rapproché Bhishma du dieu scandinave Heimdall, tous les deux possédant une fonction narrative de « dieu cadre ». Cette identification se fonde sur leur nature commune de « Feu Rejeton des Eaux ». Ainsi, Bhishma né de la Gangâ est une transposition de Dyau, le Ciel lumineux,.